# Danh sách vương hậu nhà Triều Tiên
Danh sách vương hậu và hoàng hậu nhà Triều Tiên bao gồm những phu nhân chính thức của các vị vua nhà Triều Tiên, vương triều cai trị bán đảo Triều Tiên (nay là Hàn Quốc và CHNDND Triều Tiên) trong hơn 500 năm.
Khi còn sống, chính thất của quốc vương Triều Tiên chỉ được ban danh hiệu vương phi, sau khi qua đời mới được tôn hiệu vương hậu. Đến năm 1897, Triều Tiên Cao Tông thành lập nên Đế quốc Đại Hàn và xưng hoàng đế nên các hoàng phối từ thời gian này trở đi mang danh hiệu hoàng hậu, cả những vương hậu trước kia cũng được truy tôn, như Thần Ý Vương hậu, phu nhân của Triều Tiên Thái Tổ, được truy tôn làm Hoàng hậu. Nhưng trên thực tế, chỉ có Thuần Trinh Hiếu hoàng hậu là người mang hiệu hoàng hậu khi còn sống.

## Danh sách
| Quân chủ | Vương hậu                         | Thân phụ                                           | Thân mẫu                                                     | Tại vị                                                     | Sinh - Mất           |
| --- | --------------------------------- | -------------------------------------------------- | ------------------------------------------------------------ | ---------------------------------------------------------- | -------------------- |
| Vương hậu (王后) |                                   |                                                    |                                                              |                                                            |                      |
| Hoàn Tổ (桓祖) | Ý Huệ Vương hậu (懿惠王后)        |                                                    |                                                              | Truy phong                                                 |                      |
| Thái Tổ (太祖) | Thần Ý Vương hậu (神懿王后)       | An Xuyên phủ viện quân Hàn Khanh (安川府院君韓卿)  | Tam Hàn quốc đại phu nhân Thân thị (三韓國大夫人申氏)        | Truy phong                                                 | 1337 – 1391 (thọ 54) |
| Thái Tổ (太祖) | Thần Đức Vương hậu (神德王后)     | Tượng Sơn Phủ viện quân Khương Doãn Thành (康允成) | Tấn Sơn Phủ phu nhân Tấn Châu Khương thị (晉州 姜氏)         | 1392 - 1396 (4 năm)                                        | 1356 - 1396 (thọ 40) |
| Định Tông (定宗) | Định An Vương hậu (定安王后)      | Nguyệt Thành Phủ viện quân Kim Thiên Thụy (金天瑞) | Tam Hàn Quốc Đại phu nhân Đàm Dương Lý thị (潭陽 李氏)       | 1398 - 1400 (2 năm)                                        | 1355 - 1412 (thọ 57) |
| Thái Tông (太宗) | Nguyên Kính Vương hậu (元敬王后)  | Ly Hưng Phủ viện quân Mẫn Tễ (閔霽)                | Tam Hàn Quốc Đại phu nhân Lệ Sơn Tống thị (礪山 宋氏)        | 1400 - 1418 (18 năm)                                       | 1365 - 1420 (thọ 55) |
| Thế Tông (世宗) | Chiêu Hiến Vương hậu (昭憲王后)   | Thanh Xuyên Phủ viện quân Thẩm Ôn (沈溫)           | Tam Hàn Quốc Đại phu nhân Thuận Hưng An thị (順興 安氏)      | 1418 - 1446 (28 năm)                                       | 1395 - 1446 (thọ 51) |
| Văn Tông (文宗) | Hiển Đức Vương hậu (顯德王后)     | Hoa Sơn Phủ viện quân Quyền Chuyên (權專)-         | Hải Ninh Phủ phu nhân Hải Châu Thôi thị (海州崔氏)-          | Truy phong                                                 | 1418-1441 (thọ 23)   |
| Đoan Tông (端宗) | Định Thuận Vương hậu (定順王后)   | Lệ Lang Phủ viện quân Tống Thọ (宋壽)              | Ly Hưng Phủ phu nhân Ly Hưng Mẫn thị (驪興 閔氏)             | 1454 - 1455 (~1 năm)                                       | 1440 - 1521 (thọ 81) |
| Thế Tổ (世祖) | Trinh Hi Vương hậu (貞熹王后)     | Pha Bình Phủ viện quân Doãn Phan (尹璠)            | Hưng Ninh Phủ Đại phu nhân Nhân Châu Lý thị (仁川 李氏)      | 1455 - 1468 (13 năm)                                       | 1418 - 1483 (thọ 65) |
| Duệ Tông (睿宗) | Chương Thuận Vương hậu (章順王后) | Thượng Đảng Phủ viện quân Hàn Minh Quái (韓明澮)   | Hoàng Li phủ phu nhân Ly Hưng Mẫn thị (骊兴 闵氏)            | Truy phong                                                 | 1445 - 1461 (thọ 15) |
| Duệ Tông (睿宗) | An Thuận Vương hậu (安順王后)     | Thanh Xuyên Phủ viện quân Hàn Bá Luân (韓伯倫)     | Tây Hà Phủ phu nhân Phong Châu Nhâm thị (豊川 任氏)          | 1468 - 1469 (~1 năm)                                       | 1445 - 1499 (thọ 54) |
| Đức Tông (德宗) (truy phong) | Chiêu Huệ Vương hậu (昭惠王后)    | Tây Nguyện phủ viện quân Hàn Xác (韓確)            | Nam Dương Phủ phu nhân Nam Dương Hồng thị (南陽 洪氏)        | Tôn phong                                                  | 1437 - 1504 (thọ 68) |
| Thành Tông (成宗) | Cung Huệ Vương hậu (恭惠王后)     | Thượng Đảng Phủ viện quân Hàn Minh Quái (韓明澮)   | Hoàng Ly Phủ phu nhân Ly Hưng Mẫn thị (驪興 閔氏)            | 1469 - 1474 (5 năm)                                        | 1456 - 1474 (thọ 18) |
| Thành Tông (成宗) | Phế phi Doãn thị (廢妃 尹氏)      | Hàm An Phủ viện quân Doãn Khởi Quyến (尹起畎)      | Trinh phu nhân Cao Linh Thận thị (高靈 申氏)                 | 1476 - 1477 (~1 năm)                                       | 1455 - 1482 (thọ 27) |
| Thành Tông (成宗) | Trinh Hiển Vương hậu (貞顯王后)   | Thượng Đảng Phủ viện quân Hàn Minh Quái (韓明澮)   | Hoàng Ly Phủ phu nhân Ly Hưng Mẫn thị (驪興 閔氏)            | 1480 - 1494 (14 năm)                                       | 1462 - 1530 (thọ 68) |
| Yên Sơn Quân (燕山君) | Phế phi Thận thị (廢妃 愼氏)      | Ký Xương Phủ viện quân Thận Thừa Thiện (慎承善)    | Trung Mâu Huyện chúa Toàn Châu Lý thị (驪興 閔氏)            | 1494 - 1506 (12 năm)                                       | 1476 - 1537 (thọ 61) |
| Trung Tông (中宗) | Đoan Kính Vương hậu (端敬王后)    | Ích Xương Phủ viện quân Thận Thủ Cần (慎守勤)      | Thanh Nguyên Phủ phu nhân Thanh Châu Hàn thị (淸州 韓氏)     | 1506 (7 ngày)                                              | 1487 - 1557 (thọ 70) |
| Trung Tông (中宗) | Chương Kính Vương hậu (章敬王后)  | Pha Nguyện Phủ viện quân Doãn Nhữ Bật (尹汝弼)     | Thuận Thiên Phủ phu nhân Thuận Thiên Phác thị (順天 朴氏)    | 1507 - 1515 (8 năm)                                        | 1491 - 1515 (thọ 24) |
| Trung Tông (中宗) | Văn Định Vương hậu (文定王后)     | Pha Sơn Phủ viện quân Doãn Chi Nhậm (尹之任)       | Toàn Thành Phủ phu nhân Toàn Nghĩa Lý thị (全義 李氏)        | 1517 - 1545 (8 năm)                                        | 1501 - 1565 (thọ 64) |
| Nhân Tông (仁宗) | Nhân Thánh Vương hậu (仁聖王后)   | Cẩm Thành Phủ viện quân Phác Đông (朴墉)           | Văn Thiều Phủ phu nhân Nghĩa Thành Kim thị (義城 金氏)       | 1544 - 1545 (~1 năm)                                       | 1514 - 1578 (thọ 64) |
| Minh Tông (明宗) | Nhân Thuận Vương hậu (仁順王后)   | Tịnh Lăng Phủ viện quân Thẩm Cương (沈鋼)          | Hoàn Sơn Phủ phu nhân Toàn Châu Lý thị (全州 李氏)           | 1545 - 1567 (22 năm)                                       | 1532 - 1575 (thọ 43) |
| Tuyên Tổ (宣祖) | Ý Nhân Vương hậu (懿仁王后)       | Phan Thành Phủ viện quân Phác Ứng Thuận (朴應順)   | Hoàn Sơn Phủ phu nhân Toàn Châu Lý thị (全州 李氏)           | 1569 - 1600 (31 năm)                                       | 1555 - 1600 (thọ 45) |
| Tuyên Tổ (宣祖) | Cung Thánh Vương hậu (仁穆王后)   | Kim Hi Triết (金希徹)                              | An Đông Quyền thị (安東 權氏)                                | Truy phong                                                 | 1553 - 1577 (thọ 24) |
| Tuyên Tổ (宣祖) | Nhân Mục Vương hậu (仁穆王后)     | Diên Hưng Phủ viện quân Kim Đễ Nam (金悌男)        | Quang Sơn Phủ phu nhân Quang Châu Lô thị (光州 盧氏)         | 1602 - 1608 (6 năm)                                        | 1584 - 1632 (thọ 48) |
| Quang Hải Quân (光海君) | Phế phi Liễu thị (廢妃 柳氏)      | Văn Dương Phủ viện quân Liễu Từ Thân (柳自新)      | Phùng Nguyên Phủ phu nhân Đông Lai Trịnh thị (東萊 鄭氏)     | 1608 - 1623 (15 năm)                                       | 1576 - 1623 (thọ 47) |
| Nguyên Tông (元宗) (truy phong) | Nhân Hiến Vương hậu (仁獻王后)    | Lăng An Phủ viện quân Cụ Tư Mạnh (具思孟)          | Bình Sơn Phủ phu nhân Bình Sơn Thân thị (平山 申氏)          | Tôn phong                                                  | 1578 - 1626 (thọ 48) |
| Nhân Tổ (仁祖) | Nhân Liệt Vương hậu (仁烈王后)    | Tây Bình Phủ viện quân Hàn Tuấn Khiêm (韓浚謙)     | Cối Sơn Phủ phu nhân Xương Nguyên Hoàng thị (昌原 黃氏)      | 1623 - 1635 (12 năm)                                       | 1594 - 1635 (thọ 41) |
| Nhân Tổ (仁祖) | Trang Liệt Vương hậu (莊烈王后)   | Hán Nguyện Phủ viện quân Triệu Xuân Viễn (趙昌遠)  | Hoàn Sơn Phủ phu nhân Toàn Châu Thôi thị (全州 崔氏)         | 1638 - 1649 (11 năm)                                       | 1624 - 1688 (thọ 62) |
| Hiếu Tông (孝宗) | Nhân Tuyên Vương hậu (仁宣王后)   | Tân Phong Phủ viện quân Trương Duy (張維)          | Vĩnh Gia Phủ phu nhân An Đông Kim thị (安東 金氏)            | 1649 - 1659 (10 năm)                                       | 1619 - 1674 (thọ 55) |
| Hiển Tông (顯宗) | Minh Thánh Vương hậu (明聖王后)   | Thanh Phong Phủ viện quân Kim Hựu Minh (金佑明)    | Đức Ân Phủ phu nhân Ân Tân Tống thị (恩津 宋氏)              | 1659 - 1674 (15 năm)                                       | 1642 - 1684 (thọ 42) |
| Túc Tông (肃宗) | Nhân Kính Vương hậu (仁敬王后)    | Quang Thành Phủ viện quân Kim Vạn Cơ (金萬基)      | Tây Nguyên Phủ phu nhân Thanh Châu Hàn thị (清州 韓氏)       | 1674 - 1680 (6 năm)                                        | 1661 - 1680 (thọ 19) |
| Túc Tông (肃宗) | Nhân Hiển Vương hậu (仁顯王后)    | Ly Dương Phủ viện quân Mẫn Duy Trọng (閔維重)      | Ân Thành Phủ phu nhân Ân Tân Tống thị (恩津 宋氏)            | 1681 - 1689 (bị phế) (8 năm) 1694 - 1701 (phục vị) (7 năm) | 1667 - 1701 (thọ 34) |
| Túc Tông (肃宗) | Phế phi Trương thị (廢妃 張氏)    | Ngọc Sơn Phủ viện quân Trương Huỳnh (張炯)         | Pha Bình Doãn thị (坡平 尹氏)                                | 1690 - 1694 (bị phế) (4 năm)                               | 1659 - 1701 (thọ 42) |
| Túc Tông (肃宗) | Nhân Nguyên Vương hậu (仁元王后)  | Khánh Ân Phủ viện quân Kim Trụ Thần (金柱臣)       | Gia Lâm Phủ phu nhân Lâm Xuyên Triệu thị (林川 趙氏)         | 1702 - 1720 (18 năm)                                       | 1687 - 1757 (thọ 70) |
| Cảnh Tông (景宗) | Tuyên Ý Vương hậu (宣懿王后)      | Hàm Nguyện Phủ viện quân Ngự Hữu Quân (魚有龜)     | Hoàn Dương Phủ phu nhân Toàn Châu Lý thị (清州 韓氏)         | 1720 - 1724 (4 năm)                                        | 1705 - 1730 (thọ 25) |
| Anh Tổ (英祖) | Trinh Thánh Vương hậu (貞聖王后)  | Đạt Thành Phủ viện quân Từ Tông Đệ (徐宗悌)        | Sầm Thành Phủ phu nhân Ngưu Phong Lý thị (牛峯 李氏)         | 1720 - 1757 (37 năm)                                       | 1692 - 1757 (thọ 65) |
| Anh Tổ (英祖) | Trinh Thuần Vương hậu (貞純王后)  | Ngao Hưng Phủ viện quân Kim Hán Trụ (金漢耉)       | Nguyên Phong Phủ phu nhân Nguyên Châu Nguyên thị (原州 元氏) | 1759 - 1776 (17 năm)                                       | 1745 - 1805 (thọ 60) |
| Chân Tông (真宗) (truy phong) | Hiếu Thuần Vương hậu (孝純王后)   | Phong Lăng phủ viện quân Triệu Văn Mệnh (趙文命)   | Hoàn Hưng Phủ phu nhân Toàn Châu Lý thị (全州 李氏)          | Truy phong                                                 | 1715 - 1751 (thọ 36) |
| Trang Tổ (莊祖) (truy phong) | Hiến Kính Vương hậu (獻敬王后)    | Vĩnh Phong phủ viện quân Hồng Phụng Hán (洪鳳漢)   | Hàn Sơn Phủ phu nhân Hàn Sơn Lý thị (韓山 李氏)              | Truy phong                                                 | 1735 - 1815 (thọ 81) |
| Chính Tổ (英祖) | Hiếu Ý Vương hậu (孝懿王后)       | Thanh Nguyên Phủ viện quân Kim Thời Mặc (金時默)   | Đường Thành Phủ phu nhân Nam Dương Hồng thị (南陽 洪氏)      | 1776 - 1800 (24 năm)                                       | 1753 - 1821 (thọ 68) |
| Thuần Tổ (純祖) | Thuần Nguyên Vương hậu (純元王后) | Vĩnh An Phủ viện quân Kim Tổ Thuần (金祖淳)        | Thanh Dương Phủ phu nhân Thanh Tùng Thẩm thị (靑松 沈氏)     | 1802 - 1834 (32 năm)                                       | 1789 - 1857 (thọ 68) |
| Dực Tông (翼宗) (truy phong) | Thần Trinh Vương hậu (神貞王后)   | Phong Ân phủ viện quân Triệu Vạn Vĩnh (趙萬永)     | Đức An Phủ phu nhân Ân Tân Tống thị (恩津 宋氏)              | Tôn phong                                                  | 1808 - 1890 (thọ 82) |
| Hiến Tông (憲宗) | Hiếu Hiển Vương hậu (孝顯王后)    | Vĩnh Hưng Phủ viện quân Kim Tổ Căn (金祖根)        | Hán Thành Phủ phu nhân Hàn Sơn Lý thị (韓山 李氏)            | 1837 - 1843 (6 năm)                                        | 1828 - 1843 (thọ 15) |
| Hiến Tông (憲宗) | Hiếu Định Vương hậu (孝定王后)    | Ích Phong Phủ viện quân Hồng Tại Long (洪在龍)     | Diên Xương Phủ phu nhân Trúc Sơn An thị (竹山 安氏)          | 1844 - 1849 (5 năm)                                        | 1831 - 1904 (thọ 72) |
| Triết Tông (哲宗) | Triết Nhân Vương hậu (哲仁王后)   | Vĩnh Ân Phủ viện quân Kim Vấn Căn (金汶根)         | Hưng Dương Phủ Phu nhân Ly Hưng Mẫn thị (韓山 李氏)          | 1851 - 1863 (12 năm)                                       | 1837 - 1878 (thọ 41) |
| Cao Tông (高宗) | Minh Thành Hoàng hậu (明成王后)   | Ly Thành Phủ viện quân Mẫn Trí Lộc (閔致祿)        | Hàn Xương Phủ phu nhân Hàn Sơn Lý thị (韓山 李氏)            | 1866 - 1895 (29 năm)                                       | 1851 - 1895 (thọ 44) |
| Hoàng hậu (皇后) |                                   |                                                    |                                                              |                                                            |                      |
| Thuần Tông (純宗) | Thuần Trinh Hoàng hậu (明成王后)  | Hải Phong Phủ viện quân Doãn Trạch Vinh (尹澤榮)   | Khánh Hưng Phủ phu nhân Kỷ Khê Du thị (杞溪 兪氏)            | 1907 - 1910 (3 năm)                                        | 1894 - 1866 (thọ 72) |
| : trường hợp được đời sau tôn phong hoặc truy phong do có chồng là Vương thế tử được truy phong Miếu hiệu. : trường hợp vốn là Nội mệnh phụ, được đời sau truy phong Vương hậu thay vì Cung hiệu. |                                   |                                                    |                                                              |                                                            |                      |